# 會龍莊
會龍莊位於重慶市江津區柏林鎮雙鳳場，文物遺址年代為清代，2009年12月15日列為第二批重慶市文物保護單位。文化大革命期间遭到破坏，大量精致木雕被红卫兵焚毁。